# Scotopteryx griseata
Scotopteryx griseata är en fjärilsart som beskrevs av Karl Schawerda 1923. Scotopteryx griseata ingår i släktet backmätare, och familjen mätare. Inga underarter finns listade.